# Guillaume Dumont
Pour les articles homonymes, voir Dumont.
 (octobre 2014).
Si vous disposez d'ouvrages ou d'articles de référence ou si vous connaissez des sites web de qualité traitant du thème abordé ici, merci de compléter l'article en donnant les références utiles à sa vérifiabilité et en les liant à la section « Notes et références ».
Guillaume-Francois-Joseph Dumont, né le 26 janvier 1787 à Dampremy et décédé le 1er août 1855 à Villers-Perwin, était un homme politique belge, libéral qui participa aux événements historiques de 1830-1831 aux États généraux et au Congrès national.

## Formation
Il fit des études de droit à l’École de droit de Bruxelles.

### Politique
Guillaume Dumont Fils de Guillaume Dumont, qui fut bailli de Marchienne, puis maire de Dampremy, et de Claire-Pélagie Piéret. Il commença sa carrière comme conseiller d’intendance du Hainaut et membre du Conseil général du département de Jemmapes de 1810 à 1815. À l'époque du royaume uni des Pays-Bas, il fut président du canton de Charleroi, élu membre de la seconde chambre des États généraux pour la province de Hainaut de 1818 à 1829 et membre du Congrès national pour Charleroi. Il vota pour Léopold de Saxe-Cobourg comme roi des Belges et participa à son intronisation.
Il fut plusieurs fois élu à Chambre des représentants pour l'arrondissement de Charleroi, de 1831 à 1835 et de 1839 à 1852. Il exerça la fonction de vice-président de la Chambre durant la session 1846-1847.

### Industriel
En parallèle, il fut un industriel de pointe qui fonda en association avec d’autres des laminoirs, fonderies et forges (notamment la Providence à Marchienne-au-Pont, avec son cousin Xavier Dumont). Engagé également dans la modernisation de l'agriculture il fut Administrateur des établissements de Chassart (1826) et acquit par arrêté royal en 1928, la concession des charbonnages de Pont-de-Loup Sud, avec Auguste et Joseph Quirini.
Il demeurât notamment au château de Villers-Perwin et y termina ses jours en célibataire, il est enterré au cimetière de Villers-Perwin, dans le caveau de famille.
Son homonyme, Guillaume, fils de Louis et de Laure Duvieusart, né le 17-08-1863 à Sart-Dames-Avelines décéda en 1939 au Château de la Hutte à Sart-Dames-Avelines. Il fut également administrateur des Forges de la Providence à Marchienne-au-Pont (Charleroi) ainsi qu'à leur succursale de Marioupol en Ukraine.Il était aussi administrateur de plusieurs sociétés industrielles et de nombreux charbonnages de la région.

## Décorations
- Décoré de la croix de fer.
- Fait chevalier de l’ordre de Léopold.